# Salamandra olbrzymia japońska
Salamandra olbrzymia japońska (Andrias japonicus) – płaz ogoniasty z rodziny skrytoskrzelnych (Cryptobranchidae), obok salamandry olbrzymiej chińskiej i Andrias sligoi największy żyjący współcześnie płaz świata. Dorasta do 1,44 m. Cechuje się spłaszczonym ciałem. Występuje na japońskich wyspach Honsiu, Sikoku i Kiusiu, gdzie zasiedla rzeki oraz górskie potoki. Jest zwierzęciem nocnym. Oddycha dzięki wymianie gazowej prowadzonej przez naskórek. Odżywia się bezkręgowcami, a także większymi zwierzętami jak ryby, małe płazy i ssaki. W okresie godowym trwającym od sierpnia do października udaje się w górę rzeki w poszukiwaniu nor, o które samce toczą zacięte boje. Samice składają 400–600 jaj, które są następnie strzeżone przez samca. Kijanki wykluwają się po około 40–60 dniach, a po 4–5 latach dochodzi do metamorfozy. Jest gatunkiem bliskim zagrożenia w związku z postępującą degradacją środowiska, a także odłowem w celach konsumpcyjnych i leczniczych, gdyż wykorzystywana jest w medycynie ludowej. Salamandra olbrzymia japońska jest często przedstawiana w japońskich legendach i co roku ma swój własny festiwal w japońskim mieście Maniwa.

## Morfologia
Andrias japonicus jest żywą skamieniałością, jako że nie stwierdzono istotnych różnic morfologicznych w porównaniu do pozostałości jego przodka sprzed 30 milionów lat.

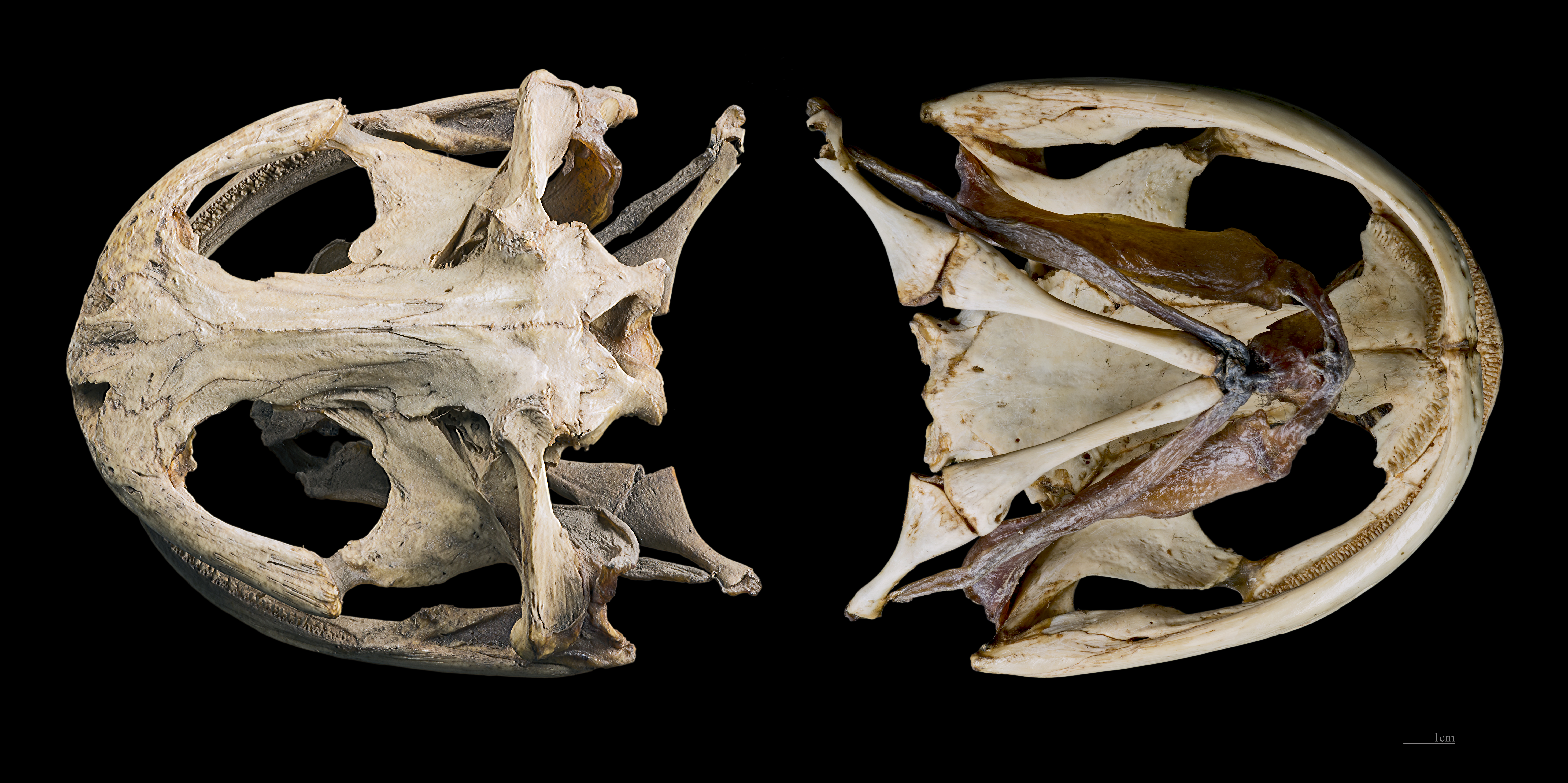
Andrias japonicus – czaszka

Krępe ciało o różnych odcieniach czarnego, szarego, brązowego na grzbiecie, z nieregularnie rozmieszczonymi ciemnymi plamkami, część brzuszna ma jaśniejszy kolor. Odnotowano dużą zmienność wewnątrzgatunkową w ubarwieniu ciała – osobniki mogą mieć barwę od całkowicie czarnej do żółtej. Poza okresem godowym brak dymorfizmu płciowego. Osiąga długość maksymalnie 1,44 m (co czyni go trzecim pod względem wielkości gatunkiem płaza na świecie po Andrias davidianus i A. sligoi), zwykle znacznie mniejsze, najczęściej spotykane są okazy mierzące 60–70 cm; waży do 26 kg. Głowa i tułów spłaszczone grzbietobrzusznie, ogon spłaszczony bocznie. Ogon jest krótki, długości mniej więcej 1/3 długości głowy i tułowia. Ma krótką płetwę brzuszną i dłuższą grzbietową biegnącą od wysokości tylnych kończyn do końca ogona. Kończyny krótkie i słabe. Nozdrza są małe i znajdują się na czubku pyska. Wyjątkowo małe oczy znajdują się na czubku głowy, nie chronią ich powieki. Gładką i śliską skórę pokrywają zmarszczki, guzki i pofałdowania. Naskórek jest pomarszczony i ma kolor szary, czarny i zielony, ponadto bierze udział w wymianie gazowej. Zmarszczki na naskórku zwiększają pole powierzchni dostępnej dla wymiany gazowej pomiędzy skórą płaza a wodą. Naczynia włosowate biegną blisko powierzchni skóry, ułatwiając tym samym dyfuzję gazów.
Pojedyncze płuco jest narządem szczątkowym i bierze głównie udział w kontroli siły wyporu działającej na płaza.
Z wyglądu przypomina spokrewnioną z nią salamandrę olbrzymią chińską (A. davidianus), od której różni się ułożeniem guzków na głowie i gardle. Guzki te są większe i liczniejsze niż u A. davidianus. Ponadto salamandra olbrzymia japońska ma krótszy ogon oraz bardziej zaokrąglony pysk.

## Zasięg występowania i siedliska

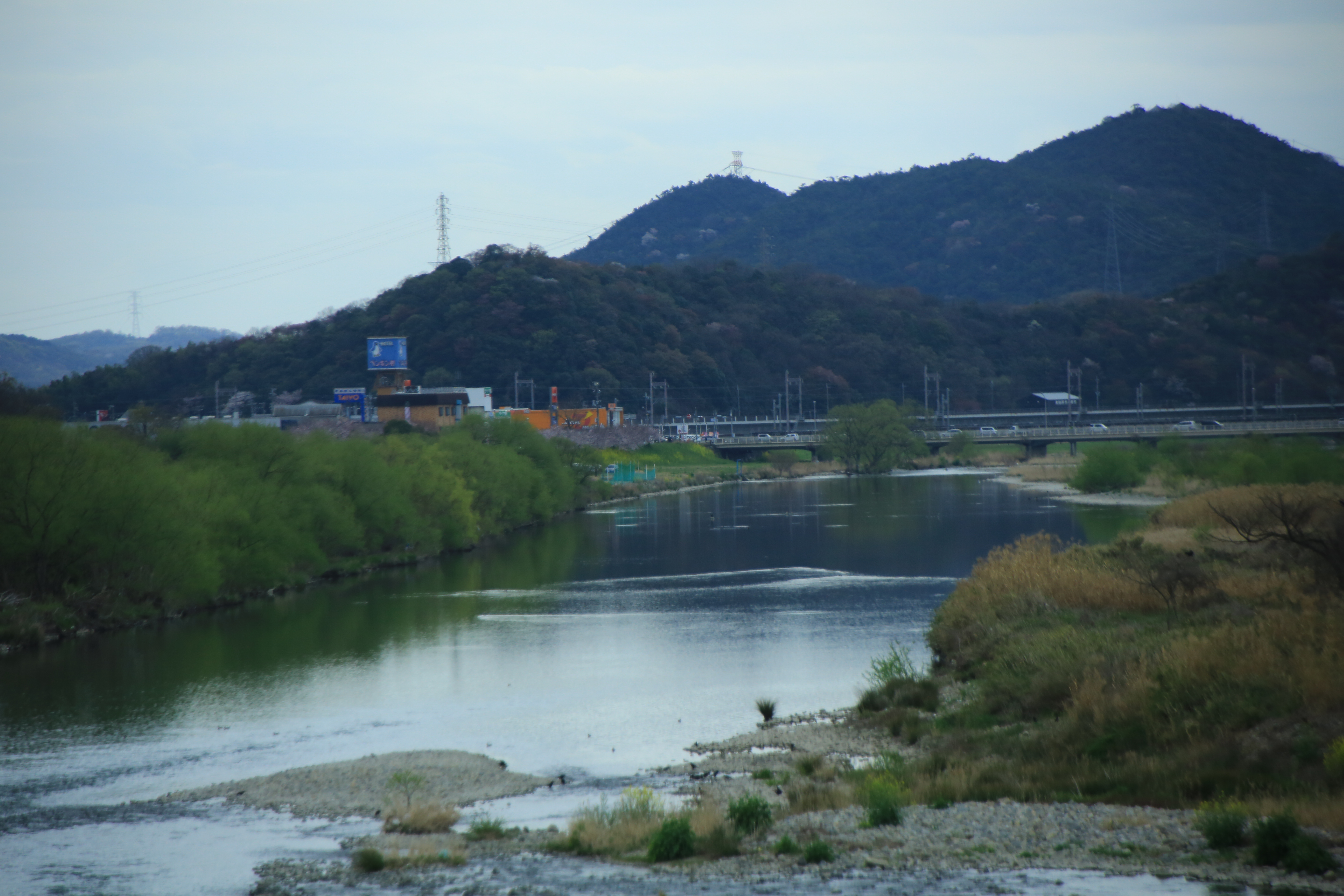
Rzeka Ichi w pobliżu miasta Miyazu w prefekturze Kioto – jedno z miejsc występowania A. japonicus

Japonia – południowo-zachodnia Honsiu, Shikoku i w części Kiusiu. Żyje w dużych rzekach (szerokość 20–50 m), jak i w zimnych wodach potoków górskich. Istotne jest wysokie natlenowanie wody umożliwiające wymianę gazową poprzez naskórek. W miejscach występowania średnie zagęszczenie wynosi 1,3 osobnika/100 m².

## Zachowanie i pożywienie
Są to zwierzęta wodne i nocne, dnie spędzają ukryte pod głazami na brzegu rzeki. Podczas okresu godowego migrują w górę rzeki na odległość zwykle ok. 200 m (pojedyncze okazy wędrują dalej, ale nie obserwowano migracji dalszej niż na 4 km), zazwyczaj jednak resztę roku spędzają na tym samym obszarze siedliska. Poruszają się, stąpając po dnie potoku, mogą również przepływać krótkie dystanse, wykonując faliste ruchy. Poruszając się, płaz ten wygina ciało na boki, pobudzając krążenie wody w pobliżu naskórka – tym samym odtlenowana woda odpychana jest od skóry, a następnie zastępowana jest przez wodę natlenowaną.
Jest to zwierzę terytorialne – dorosłe samce często zabijają mniejszych rywali w obronie terytorium. Przed drapieżnikami A. japonicus broni się, wydzielając biały, lepki, potencjalnie toksyczny śluz o gryzącym zapachu, przypominającym zapach pieprzu – stąd jej miejscowa japońska nazwa ōsanshōuo (オオサンショウウオ/大山椒魚), tłumaczona dosłownie jako wielka pieprzowa ryba. Ubarwienie tego płaza zapewnia mu kamuflaż, pozwalając wtopić się w otoczenie. Do badania środowiska A. japonicus wykorzystuje głównie zmysły węchu i dotyku, narząd wzroku jest słabo rozwinięty. Guzki znajdujące się w okolicach głowy pełnią funkcję zewnętrznych narządów zmysłu, działając podobnie do linii bocznej u ryb.
A. japonicus jest drapieżnikiem. Połyka swoją ofiarę, zasysając ją. Odżywia się następującymi zwierzętami:
- rybami kostnoszkieletowymi
- owadami
- skorupiakami, głównie krabami
- małymi płazami
- małymi ssakami
- wężami

W związku z wolną przemianą materii płazy te potrafią przetrwać dłuższe okresy bez pożywienia.
Na jaja A. japonicus polują z kolei różne gatunki ryb, a na dorosłe osobniki ludzie, którzy również wykorzystują produkty tworzone z tej salamandry w medycynie ludowej.

## Rozmnażanie i rozwój
Podczas okresu godowego u samców rozwija się wypukłość na kloace. Okres rozrodczy na wolności trwa od sierpnia do października, w niewoli natomiast rozmnażają się na wiosnę. Podczas tego okresu osobniki migrują w górę rzeki w poszukiwaniu podwodnych nor o długości 100–150 cm. Samce następnie toczą o nie walki, w wyniku których wiele osobników odnosi rany lub ginie. Dominujące samce mogą zajmować kilka różnych nor, których bronią, strzegąc wstępu do nory oraz patrolując okolicę w poszukiwaniu rywali. Samice wchodzą do nory, w której dochodzi do kopulacji. Samica składa długi sznur 400–600 jaj (każde o średnicy 5 mm). Jaja są następnie zapładniane przez samca, po czym samica opuszcza norę. Samiec strzeże jaj (które mogą pochodzić od jednej lub kilku samic) przed drapieżnikami takimi jak ryby, czy inne osobniki A. japonicus. Ponadto samiec przeprowadza trzy zabiegi mające na celu zapobieganie obumierania zarodków:
- wachlowanie ogonem, pobudzając krążenie wody i dostarczając tym samym jajom wody natlenowanej,
- poruszanie i przestawianie jaj, które zapobiega sklejaniu się żółtek,
- zjadanie niezapłodnionych jaj i martwych zarodków, dzięki czemu zapłodnione jaja nie pleśnieją.

W temperaturze wody 8–18 °C, po około 40–60 dniach, z jaj wylęgają się kijanki mierzące 3 cm. Po roku kijanki mierzą 10 cm, a po trzech latach 20 cm, w tym wieku zaczynają również tracić skrzela. Do przeobrażenia dochodzi w 4. lub 5. roku życia, przeobrażenie jest niezupełne – dorosłe osobniki nie rozwijają powiek i zachowują jedną parę szczelin skrzelowych. Nieznany jest wiek, w którym zwierzęta te osiągają dojrzałość płciową. Salamandra olbrzymia japońska rośnie przez całe życie, niektóre osobniki mogą żyć ponad 70 lat. Osobnik przetrzymywany w amsterdamskim ogrodzie zoologicznym, Natura Artis Magistra, dożył 52 lat.

## Choroby
Salamandry olbrzymie japońskie nękane są przez pasożyty, takie jak nicienie, np. Spiroxys hanzaki czy przywry (np. Liolope copulans). Ponadto salamandry te mogą chorować na nowotwory, takie jak guz Wilmsa.

## Status
W Czerwonej księdze gatunków zagrożonych IUCN salamandra olbrzymia japońska od 2022 roku klasyfikowana jest jako gatunek narażony (VU, ang. Vulnerable); wcześniej, od 2004 roku uznawano ją za gatunek bliski zagrożenia (NT, ang. Near Threatened), od 1996 roku za gatunek narażony (VU), a od 1986 roku za gatunek rzadki (R). Obecny status zagrożenia przyjęto na podstawie szacowanego spadku populacji o 30–50% w ciągu ostatnich 90 lat (trzy pokolenia), spowodowanego ciągłą utratą i pogarszaniem się jakości siedlisk w strumieniach i rzekach, a także krzyżowaniem z introdukowanymi salamandrami olbrzymimi chińskimi.
Zasięg występowania jest mocno pofragmentowany. Obszar zajmowany przez gatunek szacuje się na 5140 km². Zagraża mu stawianie tam, jazów, budowanie betonowych umocnień brzegów rzek, rolnictwo i budowa dróg. Wykorzystywanie rzek w celach przemysłowych utrudnia salamandrom dotarcie do odpowiednich siedlisk, np. w celu rozrodu, a także zanieczyszcza wodę, znacząco utrudniając przeprowadzanie wymiany gazowej przez skórę płaza. Salamandrze olbrzymiej japońskiej zagraża również konkurencja ze strony A. davidianus i A. sligoi będących gatunkami inwazyjnymi introdukowanymi do Japonii.

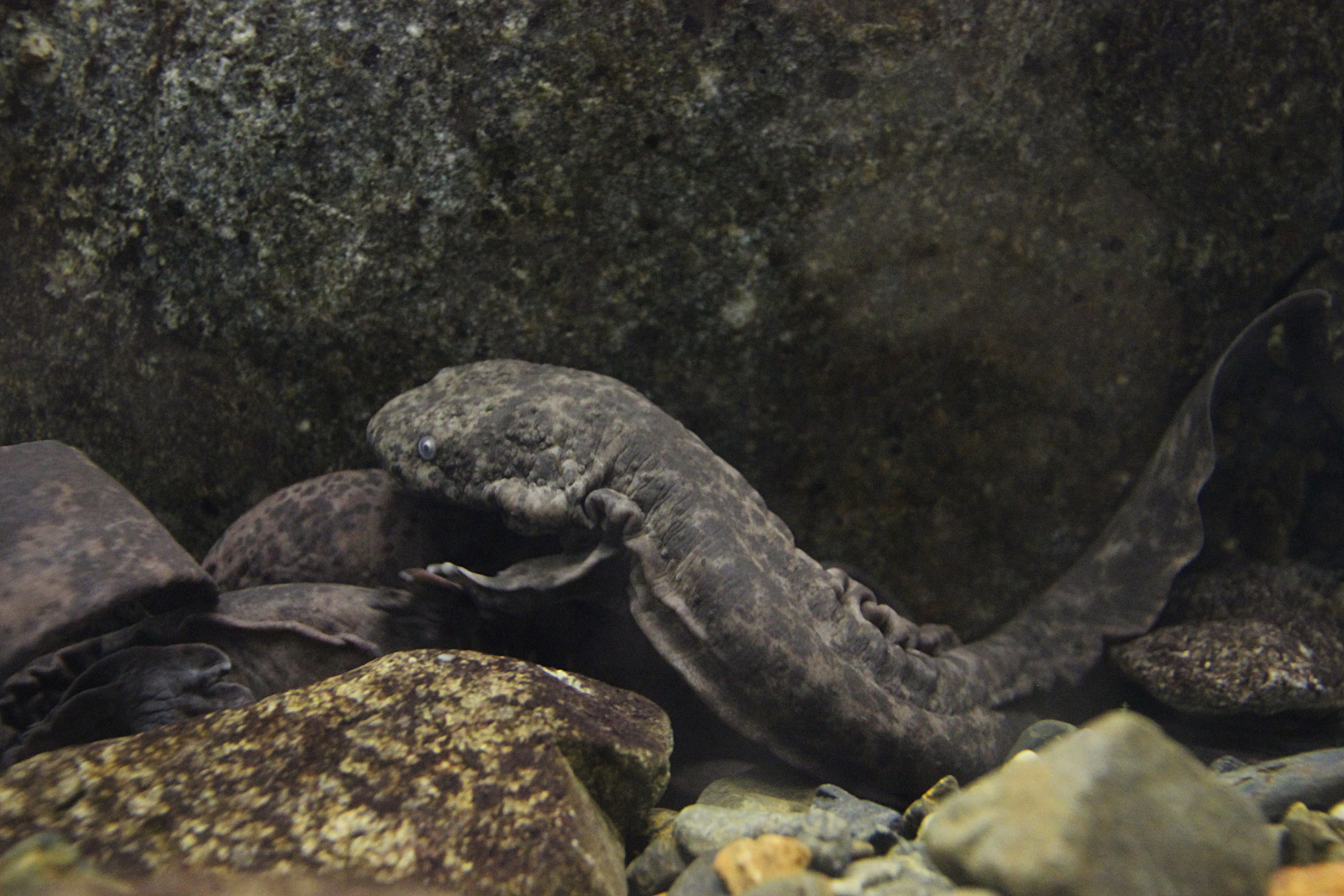
Młody mieszaniec A. japonicus i A. davidianus

Ponadto populacja A. japonicus cechuje się niską różnorodnością genetyczną, spowodowaną m.in. poligynią, późnym osiąganiem dojrzałości płciowej, długim życiem, a także efektem wąskiego gardła w związku z fragmentacją zasięgu występowania oraz wymarciem lokalnym populacji spowodowanych zlodowaceniami w czwartorzędzie. Wykazano również krzyżowanie się z blisko spokrewnioną salamandrą olbrzymią chińską. Przy użyciu genomiki środowiskowej dowiedziono, że ich hybrydy żyły w 9 z 37 zbadanych lokalizacji w rzece Katsua. Prawdopodobnie A. japonicus nie zagraża natomiast pasożytniczy grzyb Batrachochytrium dendrobatidis, który wywołuje skórną chorobę chytridiomikozę dziesiątkującą płazie populacje na całym świecie. Dowiedziono, że niektóre szczepy B. dendrobatidis są endemiczne dla Japonii, przez co A. japonicus zdążył wytworzyć naturalną odporność na infekcję grzybiczą na drodze koewolucji.

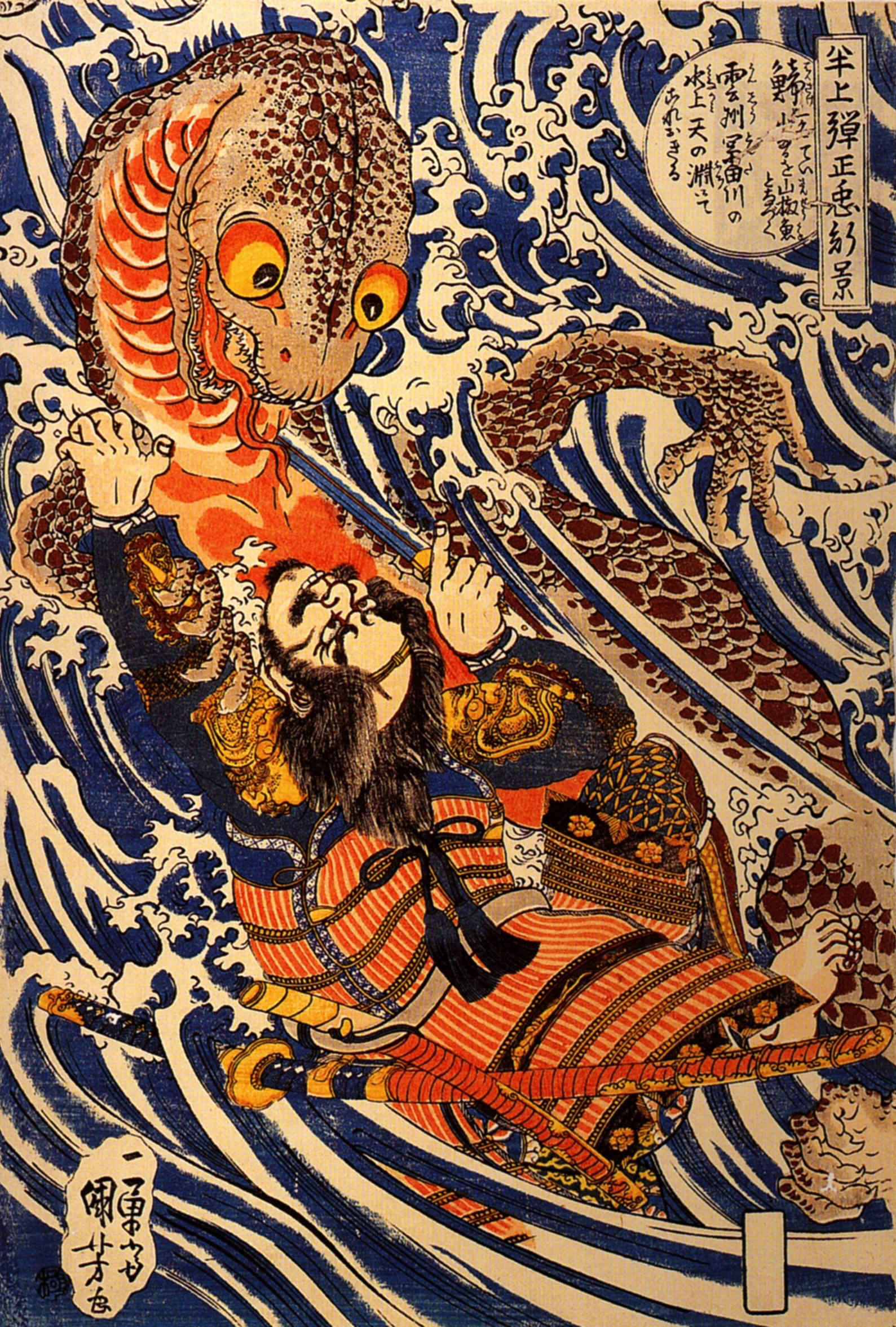
Obraz ukiyo-e autorstwa Kuniyoshiego Utagawy (1798–1861) przedstawiający walkę olbrzymiej salamandry z samurajem

Gatunek ten znajduje się w załączniku I Konwencji o międzynarodowym handlu dzikimi zwierzętami i roślinami gatunków zagrożonych wyginięciem (CITES), a także ustanowiony został pomnikiem przyrody przez rząd japoński w 1952 roku, dzięki czemu handel nim oraz polowanie w celu zdobycia mięsa są nielegalne. Jednakowoż cały czas obserwuje się nielegalne polowania w celu pozyskania mięsa do konsumpcji, a także różnych narządów wykorzystywanych w medycynie ludowej.
W ostatnich latach rząd japoński podjął kilka inicjatyw mających na celu odbudowę populacji tego gatunku:
- A. japonicus jest z powodzeniem rozmnażany w Parku Zoologicznym Asa w Hiroszimie od 1979 roku, ponadto ogród ten ratuje osobniki ze zdegradowanych środowisk[3].
- Próba odbudowy siedlisk nadających się do rozrodu na rzece Ichi[6].
- Konstrukcja ekologicznych tam (zawierających m.in. chropowate powierzchnie umożliwiające salamandrze wspinaczkę), które pozwalają salamandrom dotrzeć w górę rzeki[6][19].

## Salamandra japońska olbrzymia w japońskiej kulturze i gospodarce
A. japonicus jest czasami nielegalnie poławiany i sprzedawany jako lokalny przysmak. Ponadto salamandry te szkodzą rzekomo miejscowym rybakom poprzez przetrzebianie lokalnych populacji ryby aju (jap. ayu アユ). Pojawiają się również doniesienia, że części ciała A. japonicus mogą być używane do wyrobu produktów medycyny ludowej.
Salamandra japońska olbrzymia jest także często przedstawiana w japońskiej sztuce i legendach – należy tu wymienić np. malarstwo ukiyo-e autorstwa Kuniyoshiego Utagawy (1798–1861). Co roku 8 sierpnia w mieście Maniwa w prefekturze Okayama odbywa się festiwal ku czci tego płaza (jap. Hanzaki Matsuri).